# バロン (映画)
『バロン』（The Adventures of Baron Munchausen, 「ミュンヒハウゼン男爵の冒険」の意）は、1988年のイギリスの冒険ファンタジー映画。監督はテリー・ギリアム、出演はジョン・ネヴィル、サラ・ポーリー、エリック・アイドルなど。実在の人物であるカール・フリードリヒ・ヒエロニムス・フォン・ミュンヒハウゼン男爵を主人公に、冒険物語として語り継がれてきたドイツ民話『ほら吹き男爵の冒険』を、精巧なミニチュア撮影や合成など、当時最新鋭の技術を用いて映像化したファンタジー作品である。第62回アカデミー賞で4部門にノミネートされた。

## ストーリー
18世紀後半の「理性の時代」、ドイツはトルコ軍の攻撃に晒されていた。指揮官のホレィシオ・ジャクソン参謀長は、論理と科学を是とする一方で、自分の命令に逆らう部下を次々と処分していた。廃墟の中に建つ劇場では、ヘンリー・ソルト一座による『ミュンヒハウゼン男爵の冒険』が興行されていたが、突然本物のバロンを名乗る老人が乱入。彼は、今回の戦争の原因は自分にあると主張し、そのいきさつを語りだした。エジプト旅行の帰途、彼はサルタンからトカイワインを振舞われたが、「1時間でこれよりも素晴らしいワインをウィーンから取り寄せる」という賭けに挑む。4人の家来、俊足のバートホールド、遠目の射撃の名手アドルファス、驚異的な肺活量を持つ小人グスタヴァス、怪力の大男アルブレヒトを使い、辛くも勝利した彼は、サルタンとの約束通り、1人で持てるだけの財宝を手に入れるが、怪力のアルブレヒトに宝物庫の宝物を全部持って行かせたため、これに怒ったサルタンから首を狙われることになる。
老人が回想していたところにトルコ軍の砲撃が始まり、劇場にも直撃する。老人は負傷するが、一座の娘であるサリーに救われる。物語の続きを聞きたがるサリーだが、砲撃を再び始めたトルコ軍に老人は反撃を決意。臼砲の砲弾にしがみつき、トルコ軍の砲弾に飛び乗りサリーの元へ戻って来た。ヘンリーから嘘つき扱いされる老人だが、砲撃におののいた一座の女優に頼られた老人は町を救うと宣言。女たちの下着を集め、巨大な熱気球を作らせた。援軍を呼ぶべく、熱気球で町から脱出したバロンだったが、気球には密かにサリーも乗っていた。2人はバートホールドのいる月へと向かう。
砂漠の中にある月の国に到着した2人は、創造主を名乗る頭と下品な体の月の王に翻弄されながらも、20年前に幽閉されたきり記憶喪失となっていたバートホールドを連れ出し、バロンを慕う月の女王と彼を倒そうとする王の体、手中に収めようとする王の頭の猛追をのがれ、月を脱出する。月を脱出した一行はエトナ火山の火口に落下。剣から核兵器まであらゆる武器を製造しているバルカンのもてなしを受け、メイドとして働いていたアルブレヒトと再会。しかし、バロンはバルカンの妻ヴィーナスとのダンスに夢中になって街のことを忘れてしまう。さらに、ヴィーナスにキスしたことでバルカンを怒らせてしまう。マグマに放り込まれた一行は、そのまま地球の反対側に飛ばされて海上に浮上。島を見つけるが、その正体は巨大な魚で一行は飲み込まれてしまう。船の墓場と化した魚の腹の中で、バロンはアドルファスとグスタヴァスに会うが、2人は長く魚の中にいたために老いてしまい、バロンも打ちひしがれてカード仲間に入ってしまう。そこへ、バロンの愛馬ブケパロスが現れた。勇気付けられたバロンは嗅ぎタバコをばら撒き、魚にくしゃみをさせて一行と共に脱出、町への帰路に就く。
ようやく町についた一行だったが、疲れ切った4人の家来たちの姿を見たバロンはトルコ軍に出頭し、自らの首を献上することで攻撃をやめさせようとする。バロンの首が今まさに刎ねられようとするその瞬間、4人の家来たちが自らの能力を活かして大暴れし、バロンを救い出すとともに、トルコ軍を全滅させる。一行は英雄として町に迎えられるが、バロンを憎むジャクソンは建物の上からバロンを撃ち殺してしまう。バロンの突然の死に悲嘆にくれるサリーたち。
ところが、これはすべてバロンが劇場で観客に向かって語っていた回想話の続きだったのだ。そこにジャクソンが現れ、バロンを捕らえようとするが、バロンの話に勇気づけられた人々がバロンを守る。そして町の人々が、バロンに導かれるままジャクソンらを押しのけて町の外に出ると、バロンの回想話の通り、そこにトルコ軍の姿はなくなっていた。喝采の声を上げる人々を後にバロンは愛馬ブケパロスに跨がり、旅立つ。

## キャスト
| 役名                                 | 俳優                               | 日本語吹替 | 日本語吹替 | 日本語吹替   |
| 役名                                 | 俳優                               | ソフト版   | 機内上映版 | フジテレビ版 |
| ------------------------------------ | ---------------------------------- | ---------- | ---------- | ------------ |
| バロン                               | ジョン・ネヴィル                   | 大木民夫   | 千葉耕市   | 富田耕生     |
| サリー                               | サラ・ポーリー                     | 伊藤美紀   | 坂本真綾   | 坂本千夏     |
| デスモンド/バートホールド            | エリック・アイドル                 | 嶋俊介     | 大山高男   | 江原正士     |
| ヴァルカン                           | オリヴァー・リード                 | 中庸助     | 笹岡繁蔵   | 笹岡繁蔵     |
| ヴィーナス/ローズ                    | ユマ・サーマン                     | 小金澤篤子 |            |              |
| ホレィシオ・ジャクソン               | ジョナサン・プライス               | 仁内建之   | 塚田正昭   | 青野武       |
| ルパート/アドルファス                | チャールズ・マッケオン             |            | 小室正幸   | 安西正弘     |
| ビル/アルブレヒト                    | ウィンストン・デニス               | 石塚運昇   | 秋元羊介   | 千田光男     |
| ジェレミー/グスタヴァス              | ジャック・パーヴィス               |            | 西川幾雄   | 辻村真人     |
| 女王アリアドネ/ヴァイオレット        | ヴァレンティナ・コルテーゼ         | 沢田敏子   | 谷育子     | 沢田敏子     |
| ヘンリー・ソルト                     | ビル・パターソン                   | 村越伊知郎 | 田原アルノ | 田原アルノ   |
| サルタン・マフムト1世                | ピーター・ジェフリー               | 今西正男   | 嶋俊介     | 穂積隆信     |
| デイジー                             | アリソン・ステッドマン             |            | 橋本るり子 | 金野恵子     |
| 小役人                               | レイ・クーパー                     |            |            |              |
| 処刑される兵士                       | スティング（カメオ出演）           |            |            |              |
| 月の王                               | ロビン・ウィリアムズ               | 川久保潔   | 緒方賢一   | 富山敬       |
| 大魚の胃の中でアコーディオンを弾く男 | テリー・ギリアム（ノンクレジット） |            |            |              |

- フジテレビ版 - 初放送1994年2月26日 『ゴールデン洋画劇場』

## 万物の王
バロンとサリーが訪れた月世界には自らを「万物の王」と称する月の王様が登場する。当初ギリアム監督は『バンデットQ』で起用したショーン・コネリーに依頼していたが、撮影の遅延が解消されないうちにコネリーが『インディ・ジョーンズ/最後の聖戦』の撮影に入ってしまい、起用されたのがロビン・ウィリアムズであった。ノンクレジットと同等のわずかな出演料、『いまを生きる』のアカデミー賞ノミネートのお祝いとしてトマトをぶつけられるなど悲喜入り混じる待遇で、本名ではなく匿名同然の"Ray D. Tutto"（イタリア語で「万物の王」）とクレジットされるに至った。
ウィリアムズのアドリブトークは本作でも快調で、バロンが「あの方が月の王様だよ」とサリーに紹介すると「我が真の称号は『万物の王』すなわちレイ・ディ・トゥットであるが、レイと呼んでくれてかまわぬ」。
ギリアムは『フィッシャー・キング』で再びウィリアムズを起用、この作品でウィリアムズはアカデミー主演男優賞にノミネートされた。

## その他の逸話
- 公開当時、最も損失を出した映画という噂が流れギリアムはこれを「失敗作の傑作」と自称しているが興行成績面の失敗については否定している。
- サルタンが披露する自作オペラ"Torturer's Apprentice"はエリック・アイドルの詞にマイケル・ケイメンが曲を付けたもの。『魔法使いの弟子(デュカス作曲,題名の英語訳は"Sorcerer's Apprentice")』をもじったタイトルが付けられている。
- 撮影期間中に数々のトラブルが発生、現場は混乱を極めたとされる。当時9歳で本作に出演したサラ・ポーリーは撮影当時を振り返り「撮影が長時間に及んだり近くで爆発が起こったり冷たい水の中に入って震えたり、生傷が絶えなかった。子供だった私には恐怖だった」と述べている。

## 作品の評価

### 映画批評家によるレビュー
Rotten Tomatoesによれば、55件の評論のうち高評価は91%にあたる50件で、平均点は10点満点中7.3点、批評家の一致した見解は「テリー・ギリアムらしい想像力豊かな演出が冴え渡り、錯乱しているであろう男爵が自らの人生を語る、この物語は派手でウィットに富んだ映像美が楽しめる作品である。」となっている。
Metacriticによれば、15件の評論のうち、高評価は12件、賛否混在は2件、低評価は1件で、平均点は100点満点中69点となっている。

### 受賞歴
| 賞                     | 部門                     | 対象者                                                                  | 結果       |
| ---------------------- | ------------------------ | ----------------------------------------------------------------------- | ---------- |
| 第62回アカデミー賞     | 美術賞                   | ダンテ・フェレッティ（美術） フランチェスカ・ロー・スキャーヴォ（装置） | ノミネート |
| 第62回アカデミー賞     | メイクアップ賞           | マギー・ウェストン ファブリツィオ・スフォルツァ                         | ノミネート |
| 第62回アカデミー賞     | 衣裳デザイン賞           | ガブリエラ・ペスクッチ                                                  | ノミネート |
| 第62回アカデミー賞     | 視覚効果賞               | リチャード・コンウェイ ケント・ヒューストン                             | ノミネート |
| 第43回英国アカデミー賞 | 衣裳デザイン賞           | ガブリエラ・ペスクッチ                                                  | 受賞       |
| 第43回英国アカデミー賞 | メイクアップ&ヘア賞      | マギー・ウェストン ファブリツィオ・スフォルツァ パム・ミーガー          | 受賞       |
| 第43回英国アカデミー賞 | プロダクションデザイン賞 | ダンテ・フェレッティ                                                    | 受賞       |
| 第43回英国アカデミー賞 | 視覚効果賞               | リチャード・コンウェイ ケント・ヒューストン                             | ノミネート |